# Гемптон (парафія, Нью-Брансвік)
Гемптон (англ. Hampton) — парафія в Канаді, у провінції Нью-Брансвік, у складі графства Кінгс.

## Населення
За даними перепису 2016 року, парафія нараховувала 2809 осіб, показавши зростання на 2,7%, порівняно з 2011-м роком. Середня густина населення становила 23,2 осіб/км².
З офіційних мов обидвома одночасно володіли 435 жителів, тільки англійською — 2 340, тільки французькою — 5, а 5 — жодною з них. Усього 25 осіб вважали рідною мовою не одну з офіційних.
Працездатне населення становило 63,5% усього населення, рівень безробіття — 9,2% (8,5% серед чоловіків та 9,4% серед жінок). 88,4% осіб були найманими працівниками, а 10,3% — самозайнятими.
Середній дохід на особу становив $42 897 (медіана $35 712), при цьому для чоловіків — $53 660, а для жінок $32 181 (медіани — $44 928 та $28 480 відповідно).
30,9% мешканців мали закінчену шкільну освіту, не мали закінченої шкільної освіти — 16,6%, 52,5% мали післяшкільну освіту, з яких 26,1% мали диплом бакалавра, або вищий.
| Статево-вікова структура населення | Статево-вікова структура населення | Статево-вікова структура населення | Статево-вікова структура населення | Статево-вікова структура населення |
| ---------------------------------- | ---------------------------------- | ---------------------------------- | ---------------------------------- | ---------------------------------- |
|                                    |                                    |                                    |                                    |                                    |
| Всього                             | Всього                             | 50,2%49,8%                         |                                    |                                    |
| 0 — 14 років                       | 0 — 14 років                       |                                    | 18%                                | 18%                                |
| 15 — 64 років                      | 15 — 64 років                      |                                    | 66,3%                              | 66,3%                              |
| 65 і більше                        | 65 і більше                        |                                    | 15,7%                              | 15,7%                              |
| 85 і більше                        | 85 і більше                        |                                    | 1,8%                               | 1,8%                               |
| Середній вік (років)               | Середній вік (років)               | 40,842,2                           | 41,5                               | 41,5                               |
| Медіана (років)                    | Медіана (років)                    | 42,444,7                           | 43,8                               | 43,8                               |
| — чоловіки — жінки                 |                                    |                                    |                                    |                                    |

| Походження мешканців:     | Походження мешканців:     | Походження мешканців: | Походження мешканців: | Походження мешканців: |
| ------------------------- | ------------------------- | --------------------- | --------------------- | --------------------- |
| Походження                |                           |                       | осіб                  | %                     |
| Корінні американці        | Корінні американці        |                       | 120                   | 4.32%                 |
| Інше північноамериканське | Інше північноамериканське |                       | 1 330                 | 47.93%                |
| Європейське               | Європейське               |                       | 2 015                 | 72.61%                |
| британське                | британське                |                       | 1 785                 | 64.32%                |
| французьке                | французьке                |                       | 590                   | 21.26%                |
| українське                | українське                |                       | 30                    | 1.08%                 |
| Африканське               | Африканське               |                       | 10                    | 0.36%                 |
| Азійське                  | Азійське                  |                       | 30                    | 1.08%                 |

| Зайнятість населення за галузями (за класифікацією NOC): | Зайнятість населення за галузями (за класифікацією NOC): | Зайнятість населення за галузями (за класифікацією NOC): | Зайнятість населення за галузями (за класифікацією NOC): | Зайнятість населення за галузями (за класифікацією NOC): |
| -------------------------------------------------------- | -------------------------------------------------------- | -------------------------------------------------------- | -------------------------------------------------------- | -------------------------------------------------------- |
|                                                          |                                                          |                                                          |                                                          |                                                          |
| Управління                                               | Управління                                               |                                                          | 9,7%                                                     | 9,7%                                                     |
| Бізнес, фінанси та адміністрування                       | Бізнес, фінанси та адміністрування                       |                                                          | 13,5%                                                    | 13,5%                                                    |
| Природничі та прикладні науки                            | Природничі та прикладні науки                            |                                                          | 7,6%                                                     | 7,6%                                                     |
| Охорона здоров'я                                         | Охорона здоров'я                                         |                                                          | 8,7%                                                     | 8,7%                                                     |
| Освіта, правозахист, муніципальні та урядові служби      | Освіта, правозахист, муніципальні та урядові служби      |                                                          | 10,8%                                                    | 10,8%                                                    |
| Мистецтво, культура, відпочинок та спорт                 | Мистецтво, культура, відпочинок та спорт                 |                                                          | 1,4%                                                     | 1,4%                                                     |
| Роздрібна торгівля та послуги                            | Роздрібна торгівля та послуги                            |                                                          | 21,5%                                                    | 21,5%                                                    |
| Гуртова торгівля, транспорт та обладнання                | Гуртова торгівля, транспорт та обладнання                |                                                          | 22,2%                                                    | 22,2%                                                    |
| Природні ресурси, сільське господарство                  | Природні ресурси, сільське господарство                  |                                                          | 2,4%                                                     | 2,4%                                                     |
| Виробництво                                              | Виробництво                                              |                                                          | 2,4%                                                     | 2,4%                                                     |

## Клімат
Середня річна температура становить 5,6°C, середня максимальна – 22,3°C, а середня мінімальна – -13,9°C. Середня річна кількість опадів – 1 247 мм.
| Клімат поселення                              | Клімат поселення | Клімат поселення | Клімат поселення | Клімат поселення | Клімат поселення | Клімат поселення | Клімат поселення | Клімат поселення | Клімат поселення | Клімат поселення | Клімат поселення | Клімат поселення | Клімат поселення |
| Показник                                      | Січ.             | Лют.             | Бер.             | Квіт.            | Трав.            | Черв.            | Лип.             | Серп.            | Вер.             | Жовт.            | Лист.            | Груд.            |                  |
| Середній максимум, °C                         | −2,23            | −1,14            | 3,92             | 10,02            | 16,22            | 21,10            | 22,28            | 21,76            | 17,58            | 11,84            | 6,25             | −0,53            |                  |
| Середня температура, °C                       | −8,07            | −6,98            | −1,92            | 4,18             | 10,37            | 15,28            | 18,20            | 17,66            | 13,50            | 7,75             | 2,16             | −4,61            |                  |
| Середній мінімум, °C                          | −13,92           | −12,82           | −7,77            | −1,67            | 4,54             | 9,42             | 14,12            | 13,58            | 9,42             | 3,66             | −1,94            | −8,7             |                  |
| Норма опадів, мм                              | 132              | 85               | 112              | 95               | 99               | 88               | 90               | 66               | 110              | 121              | 119              | 130              |                  |
| Середньомісячна швидкість вітру, м/с          | 3.92             | 3.91             | 4.01             | 3.90             | 3.51             | 3.12             | 2.80             | 2.68             | 2.96             | 3.38             | 3.66             | 3.92             |                  |
| Середньомісячна сонячна радіація, кДж/м²·день | 5316             | 8592             | 12343            | 15316            | 18172            | 20247            | 19983            | 17755            | 13351            | 8582             | 5124             | 4126             |                  |
| --------------------------------------------- | ---------------- | ---------------- | ---------------- | ---------------- | ---------------- | ---------------- | ---------------- | ---------------- | ---------------- | ---------------- | ---------------- | ---------------- | ---------------- |
| Джерело:                                      |                  |                  |                  |                  |                  |                  |                  |                  |                  |                  |                  |                  |                  |